# Miasto wydzielone
Miasto wydzielone – miasto, które jest samodzielną jednostką administracyjną, odrębną od jednostki administracyjnej, która je otacza. 
Miasto wydzielone, mimo odrębności administracyjnej, może być stolicą jednostki administracyjnej, która je otacza (np. miasto wydzielone Warszawa było stolicą województwa warszawskiego w latach 1946–1975).